# Chiesa di Santa Maria Assunta (Muscoline)
La chiesa di Santa Maria Assunta è la parrocchiale di Muscoline, in provincia e diocesi di Brescia; fa parte della zona pastorale della Morenica del Garda.

## Storia
A Muscoline nel Cinquecento è attestata una chiesa nota come S. Maria de Muscolinis o de Rovea; essa fu riedificata presumibilmente verso la metà di quel secolo, dato che fu consacrata il 13 ottobre 1566 dal vescovo Domenico Bollani.
Dalla relazione della visita pastorale del 1702 del vescovo Marco Dolfin s'apprende che il clero a servizio della cura d'animo era composto dal parroco e da cinque altri sacerdoti, che i fedeli ammontavano a 580 e che la parrocchiale, in cui erano collocati tre altari e avevano sede le confraternite del Santissimo Sacramento e del Rosario, aveva come filiali gli oratori di San Quirico a Campo Longo, di San Rocco in Moniga, di San Pietro in località Morzone, di San Giovanni Battista in Cà Bianco, di San Carlo a Longarino, di Santa Maria in frazione Burago e della Beata Vergine della Rusega.
Nel 1769 vennero demoliti e quindi ricostruiti il presbiterio e il coro, per essere poi benedetti dal parroco don Giovanni Paolo Federici nel 1781.
All'inizio dell'Ottocento iniziarono su disegno di Giovanni Gozzoli i lavori di ampliamento e rimodellamento della chiesa; il rifacimento venne portato a termine verso la metà del secolo su progetto degli architetti Rodolfo Vantini e Giuseppe Conti, mentre la consacrazione fu impartita il 28 agosto 1869.
Il campaniletto venne ricostruito nel 1935, mentre tra il 1942 e il 1945 la parrocchiale fu interessata da alcuni restauri, in occasione dei quali si provvide anche a posare il nuovo pavimento.
Il 14 aprile 1989, secondo quanto stabilito dal Direttorio diocesano per le zone pastorali, la chiesa entrò a far parte della neo-costituita zona pastorale della Morenica del Garda; tra il 2005 e il 2007 il luogo di culto venne restaurato.

## Descrizione

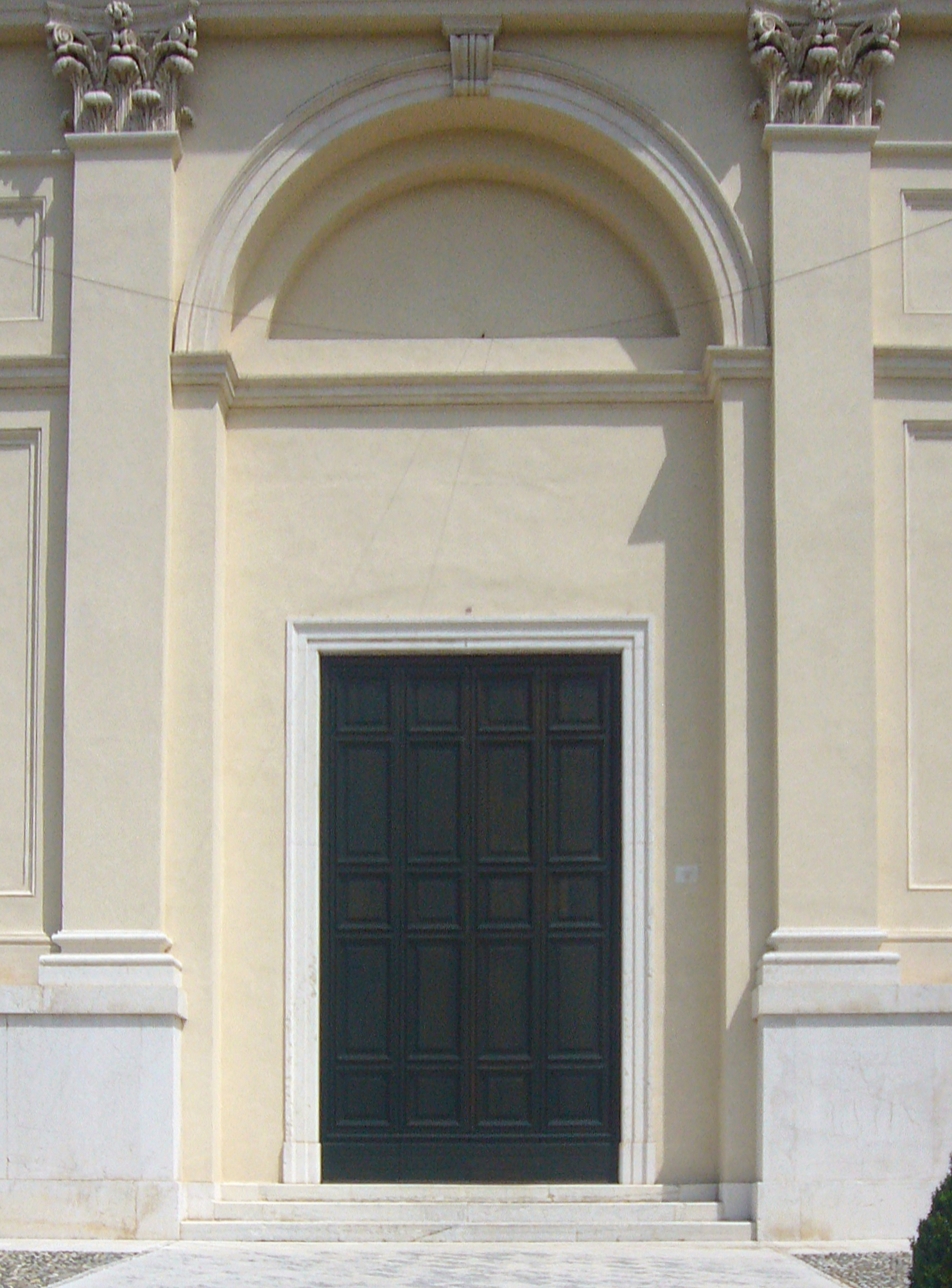
Il portale

### Esterno
La facciata della chiesa, rivolta a sudovest, è suddivisa da una cornice marcapiano modanata e dentellata in due registri; quello inferiore, scandito da sei lesene con capitelli in stile corinzio, presenta centralmente il portale d'ingresso, inscritto in un arco a tutto sesto, mentre quello superiore è caratterizzato da una finestra e da due nicchie con statue e coronato dal timpano di forma triangolare.
Sopra il fianco meridionale della parrocchiale si imposta il campaniletto a base quadrata, la cui cella presenta su ogni lato una monofora ed è coperta dal tetto a quattro falde.

### Interno
L'interno dell'edificio si compone di un'unica navata, sulla quale si affacciano le cappelle laterali introdotte da archi a tutto sesto e le cui pareti sono scandite da lesene sorreggenti la trabeazione modanata e aggettante sopra la quale si imposta la volta a botte; al termine dell'aula si sviluppa il presbiterio, rialzato di alcuni gradini, ospitante l'altare maggiore e chiuso dall'abside di forma semicircolare.
Qui sono conservate diverse opere di pregio, tra le quali la pala raffigurante Dio Padre e la Madonna con i Santi Domenico e Caterina, eseguita da Antonio Gandino, la tela che rappresenta la Madonna ed i Santi Francesco e Giovanni Battista con un donatore, di scuola morettesca, il dipinto ritraente le Sante Agnese e Angela Merici, realizzato da Giuseppe Ronchi, e la pala con soggetto la Beata Vergine Assunta assieme a San Carlo in preghiera, firmata da Giuseppe Nuvolone.